# Praga E-36
De Praga E-36 (ook wel bekend als BH-36) is een Tsjechoslowaakse dubbeldekker bommenwerper gebouwd door Praga in 1932.

## Specificaties
- Bemanning: 2, de piloot en de boordschutter
- Lengte: 9,67 m
- Spanwijdte: 14,20 m
- Vleugeloppervlak: 47,00 m2
- Motor: 1× Avia Vr-36, 478 kW (650 pk)
- Maximumsnelheid: 272 km/h
- Vliegbereik: 1 100 km
- Plafond: 6 500 m
- Klimsnelheid: 5,1 m/s
- Bewapening:
  - 4× vz.28 7,92 mm
  - 800 kg aan bommen